# Nova Francija
Nova Francija (francosko Nouvelle-France) je bilo območje v Severni ameriki, ko je Jacques Cartier raziskoval reko Sveta Lovrenaca do predaje celotne kolonije Veliki Britaniji in Španiji. Na svojem ozemeljskem vrhuncu 1712. pred Utrechtsko pogodbo se je ozemlje raztezalo od Nove Fundlandije do Skalnega gorovja in od Hudsonovega zaliva do Mehiškega zaliva. Ozemlje je bilo razdeljeno na pet kolonij, vsaka s svojo upravo: Kanada, Akadija, Hudsonov zaliv, Nova Fundlandija (Placentia) in Louisiana (Nova Francija). Z Utrechtsko pogodbo (Vojna kraljice Ane ali druga francosko-indijanska vojna) je Francija izgubila kolonije Akadijo, Hudsonov zaliv in Novo Fundlandijo, medtem ko je bila na mestu Akadije ustanovljena nova kolonija Île Royale.
V četrti francosko-indijanski vojni je Francija leta 1763 izgubila še preostala ozemlja na račun Velike Britanije in Španije. Današnja ozemlja bivše Nove Francije so razdeljene med Kanado in ZDA, francosko prebivalstvo pa se je obdržalo kot večina v Quebecu in v manjšem številu tudi po drugih predelih bivših kolonij.
.